# Mahlon Dickerson

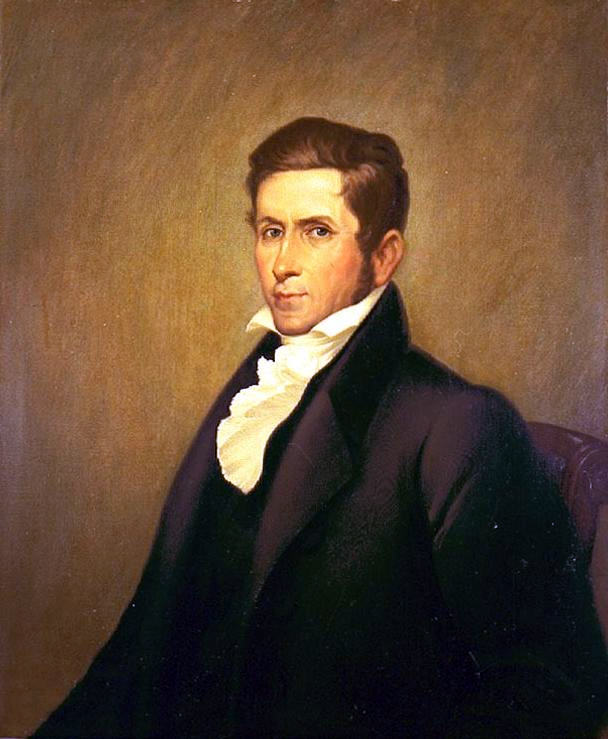
Mahlon Dickerson

Mahlon Dickerson (* 17. April 1770 in Hanover, Morris County, Provinz New Jersey; † 5. Oktober 1853 in Succasunna, New Jersey) war ein US-amerikanischer Jurist und Politiker und von 1815 bis 1817 Gouverneur des Bundesstaates New Jersey. Zwischen 1817 und 1833 vertrat er seinen Staat im US-Senat; von 1834 bis 1838 war er Marineminister unter den Präsidenten Andrew Jackson und Martin Van Buren. Ferner war er zeitweise Bundesrichter am Bundesbezirksgericht für den Distrikt von New Jersey.

## Frühe Jahre und politischer Aufstieg
Mahlon Dickerson genoss eine private Erziehung und studierte dann bis 1789 am College of New Jersey, aus dem später die Princeton University hervorging. Nach einem anschließenden Jurastudium wurde er im Jahr 1793 als Rechtsanwalt zugelassen. 1794 war er als Mitglied der Miliz von New Jersey an der Niederschlagung der Whiskey-Rebellion in Pennsylvania beteiligt. Danach ließ er sich für einige Zeit in Philadelphia als Rechtsanwalt nieder. Später verlegte er seine Praxis nach New Jersey.
Dickersons politischer Aufstieg begann in Pennsylvania. Im Jahr 1802 wurde er in diesem Staat Beauftragter zur Abwicklung von Konkursen (Commissioner of bankruptcy). Von 1805 bis 1808 war er als Adjutant General Leiter der Miliz von Pennsylvania und zwischen 1808 und 1810 war er Stadtschreiber der Stadt Philadelphia. Außerdem fungierte er zwischen 1808 und 1809 als Attorney General von Pennsylvania. Im Jahr 1810 verlegte er seinen Wohnsitz in das Morris County in New Jersey. Dickerson war Mitglied der Demokratisch-Republikanischen Partei von Thomas Jefferson. Von 1811 bis 1813 war er Abgeordneter im Parlament von New Jersey, das damals noch State Assembly genannt wurde. Zwischen 1813 und 1815 war er sowohl Protokollführer als auch Richter am Obersten Gerichtshof seines Staates. Seit 1807 war er gewähltes Mitglied der American Philosophical Society.

## Gouverneur und US-Senator
In den Jahren 1815 und 1816 wurde Dickerson von der New Jersey Legislature jeweils für ein Jahr zum Gouverneur gewählt. In seiner Amtszeit wurde New Jersey der erste US-Bundesstaat überhaupt, der Schutzzölle bewilligte. Damals wurden auch die ersten Schritte für den Bau des Delaware-Raritan-Kanals eingeleitet. Nachdem er in den US-Senat gewählt worden war, trat Dickerson am 1. Februar 1817 als Gouverneur zurück.
Im Kongress trat Dickerson am 4. März 1817 als Class-2-Senator die Nachfolge von John Condit an. Nach einer Wiederwahl im Jahr 1823 behielt er dieses Mandat bis zum 30. Januar 1829. An diesem Tag trat er zurück, um gleichzeitig ein neues Mandat im Senat als Class-1-Senator zu übernehmen. Dieses Mandat übernahm er von dem am 28. Januar verstorbenen Senator Ephraim Bateman. Insgesamt war er damit zwischen dem 4. März 1817 und dem 3. März 1833 Mitglied des Senats. Er war Vorsitzender des Archivausschusses (Committee on Library) und Mitglied des Ausschusses für Handel und Gewerbe (Committee on Commerce and Manufacturers).
Während seiner Zeit im Kongress änderte sich die Parteienlandschaft in den Vereinigten Staaten. Seine Demokratisch-Republikanische Partei löste sich auf und Dickerson trat der neuen Demokratischen Partei von Präsident Andrew Jackson bei.

## Minister im Kabinett Jackson
Nach dem Ende seiner Zeit im Senat wurde er Mitglied im Regierungsrat von New Jersey, aus dem später der Senat von New Jersey hervorging. Im Jahr 1834 lehnte er ein Angebot des Präsidenten ab, als amerikanischer Botschafter nach Russland zu gehen. Jackson berief ihn dann im Juni 1834 als neuen Marineminister in sein Kabinett. Dieses Amt behielt er auch unter Jacksons Nachfolger Martin Van Buren bis Juni 1838. Im Jahr 1840 wurde er als Nachfolger des verstorbenen William Rossell Richter am United States District Court for the District of New Jersey. 1844 war er Delegierter auf einer Versammlung zur Änderung der Staatsverfassung. Mahlon Dickerson starb im Jahr 1853. Sein jüngerer Bruder Philemon (1788–1862) war von 1836 bis 1837 Gouverneur von New Jersey, zwischen 1833 und 1840 mit Unterbrechungen Abgeordneter im Repräsentantenhaus der Vereinigten Staaten und sein Nachfolger als Bundesrichter in New Jersey.